# Desmognathus fuscus

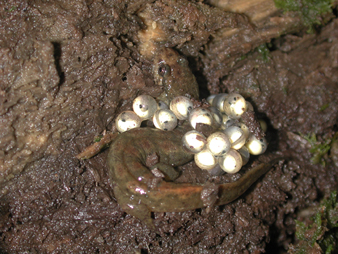
Salamandra parda con huevos Condado de Page, Virginia

Desmognathus fuscus es un animal anfibio de la familia de las salamandras sin pulmones. La especie es generalmente denominada salamandra parda o salamandra parda del norte para distinguirla de las poblaciones en el sector sur de Estados Unidos que son una especie distinta, la salamandra parda del sur (D. auriculatus). 

## Hábitat
Habita en el este de Norteamérica desde el extremo este de Canadá en el sur de Nuevo Brunswick hasta la península de Florida y oeste de Louisiana. Se desconoce la población total de la especie, pero se estima que fácilmente puede superar los 100,000 animales. El hábitat de la especie depende un poco de la región geográfica; las salamandras pardas en la parte norte prefieren los arroyos en los bosques rocosos, y aguas surgentes, mientras que aquellas que moran en el sur prefieren las planicies inundables, pantanos, y sitios barrosos en proximidades de arroyos. Son más comunes en sitios donde el agua circula o gotea. Se esconden debajo de diversos objetos, tales como hojas o rocas, dentro o cerca del agua. Alternativamente pueden entrar en cuevas o madrigueras para buscar protección. La salamandra parda desova cerca del agua debajo de musgo o rocas, dentro de troncos, o en cavidades a la vera de arroyos. La etapa larval es normalmente acuática. Las salamandras pardas viven ocultas durante casi el 70% de su vida.